# Sydbank Arena
Sydbank Arena (dawniej Kolding Hallerne i TRE-FOR Arena) – kompleks widowiskowo-sportowy w Kolding.
Główna hala została wybudowana w 1996, a następnie rozbudowana w 2015. Na co dzień w hali swoje mecze rozgrywa męski klub piłki ręcznej KIF Kolding.
W 2015 w hali zostały rozegrane mecze mistrzostw świata w piłce ręcznej kobiet, a w grudniu 2020 hala była jednym z obiektów mistrzostw Europy w piłce ręcznej kobiet.